# Club Ciclista Burunda
El Club Ciclista Burunda es una sociedad de Alsasua (Navarra, España) que tiene como ámbito de actuación el ciclismo. El club, uno de los más importantes de la comunidad foral, cuenta con equipos ciclistas en todas las categorías del ciclismo de base: alevines e infantiles (escuelas), cadetes, juveniles y aficionados (élite y sub-23). 
Los equipos de las distintas categorías toman distintos nombres en función de su patrocinador, siendo el más importante de todos ellos la Caja Rural de Navarra, patrocinador del equipo amateur. Este Caja Rural no se debe confundir con otros Caja Rural amateur afincados en otras comunidades autónomas y patrocinados por otras Cajas Rurales.

## Caja Rural profesional
A partir del 2010 tiene también un equipo profesional, patrocinado también por Caja Rural, y que en su año de creación fue de categoría Continental. Al contrario de su trayectoria en los últimos años como equipo amateur convenido de la Fundación Euskadi (gestora del Euskaltel-Euskadi), el nuevo Caja Rural profesional actuaría de forma totalmente independiente y sin vincularse ni a la Fundación Euskadi ni al Caisse d'Epargne dirigido por el navarro Eusebio Unzué (equipo y director de Navarra donde también es el Caja Rural), aunque no renuncia a realizar colaboraciones puntuales con cualquiera de ellos. Tras ese primer año en el que consiguieron 5 victorias ascendieron a categoría Profesional Continental lo que les da opción a correr la Vuelta a España entre otras carreras mundiales de máximo nivel.